# Longanos
Longanos (grec antic: Λογγανός, llatí: Longanus) era un riu del nord de Sicília proper a Miles (Milazzo) famós per la victòria del tirà Hieró II de Siracusa sobre el mamertins l'any 270 aC. En parlen Polibi i Diodor de Sicília.
És probablement el Fiume di Santa Lucia, a uns 5 km al sud-oest de Milazzo, però també podria ser el Fiume di Castro Reale, una mica més llunyà.